# Подібнянська сільська рада
Поді́бнянська сільська́ ра́да — колишня адміністративно-територіальна одиниця та орган місцевого самоврядування в Маньківському районі Черкаської області. Адміністративний центр — село Подібна.

## Загальні відомості
- Населення ради: 1 043 особи (станом на 2001 рік)

## Населені пункти
Сільській раді були підпорядковані населені пункти:
- с. Подібна

## Склад ради
Рада складалась з 16 депутатів та голови.
- Голова ради: Кобзар Валерій Михайлович
- Секретар ради: Шевченко Лариса Миколаївна

### Керівний склад попередніх скликань
| Прізвище, ім'я, по батькові | Основні відомості                                                                                   | Дата обрання | Дата звільнення |
| --------------------------- | --------------------------------------------------------------------------------------------------- | ------------ | --------------- |
| Кобзар Валерій Михайлович   | Сільський голова, 1969 року народження, освіта середня спеціальна, член Української Народної Партії | 26.03.2006   | 31.10.2010      |
| Кобзар Валерій Михайлович   | Сільський голова, 1969 року народження, освіта середня спеціальна, член Партії регіонів             | 31.10.2010   |                 |

Примітка: таблиця складена за даними сайту Верховної Ради України

### Депутати
За результатами місцевих виборів 2010 року депутатами ради стали:

#### За суб'єктами висування
| Суб'єкт висування           | Кількість обраних депутатів | %    |
| --------------------------- | --------------------------- | ---- |
| Самовисування               | 13                          | 81,3 |
| Комуністична партія України | 2                           | 12,5 |
| Народна партія              | 1                           | 6,3  |

#### За округами
| № округу                    | Прізвище, ім'я, по батькові     | Дата визнання обраним | Освіта             | Партійна приналежність            | Відомості про обраного депутата                                 |
| --------------------------- | ------------------------------- | --------------------- | ------------------ | --------------------------------- | --------------------------------------------------------------- |
| Комуністична партія України |                                 |                       |                    |                                   |                                                                 |
| 12                          | Білий Анатолій Григорович       | 02.11.2010            | середня спеціальна | член Комуністичної партії України | фельдшерсько-акушерський пункт, фельдшер                        |
| 16                          | Артелеменчук Андрій Федорович   | 02.11.2010            | середня спеціальна | член Комуністичної партії України | пенсіонер                                                       |
| Народна Партія              |                                 |                       |                    |                                   |                                                                 |
| 1                           | Касянчук Іван Михайлович        | 02.11.2010            | середня            | член Народної партії              | фермерське господарство «Щедрий край», голова СФГ «Щедрий край» |
| Самовисування               |                                 |                       |                    |                                   |                                                                 |
| 2                           | Желєзнякова Надія Володимирівна | 02.11.2010            | середня спеціальна | позапартійна                      | фермерське господарство «Шевченко», бух галтер                  |
| 3                           | Боднюк Людмила Іванівна         | 02.11.2010            | вища               | позапартійна                      | Подібнянська середня школа I-III ст., вчитель                   |
| 4                           | Цуканова Ганна Миколаївна       | 02.11.2010            | середня спеціальна | позапартійна                      | Подібнянська сільська рада, спеціаліст землевпорядник           |
| 5                           | Дудкін Юрій Петрович            | 02.11.2010            | середня спеціальна | позапартійний                     | тимчасово не працює                                             |
| 6                           | Дев'ятко Лариса Іванівна        | 02.11.2010            | середня спеціальна | позапартійна                      | цех по переробці соняшника, реалізатор готової продукції        |
| 7                           | Шевченко Василь Петрович        | 02.11.2010            | середня спеціальна | позапартійний                     | філія Уманська ДЕД, токар                                       |
| 8                           | Бала Іван Павлович              | 02.11.2010            | вища               | позапартійний                     | пенсіонер                                                       |
| 9                           | Борисова Людмила Андріївна      | 02.11.2010            | вища               | позапартійна                      | магазин «Престиж», приватний підприємець                        |
| 10                          | Шевченко Лариса Миколаївна      | 02.11.2010            | вища               | позапартійна                      | Подіб-нянська сільська рада, секретар                           |
| 11                          | Чернець Наталія Юріївна         | 02.11.2010            | середня спеціальна | позапартійна                      | дитячий садок «Малятко», вихователь                             |
| 13                          | Гаврилюк Валентина Василівна    | 02.11.2010            | середня спеціальна | позапартійна                      | Подібнянська бібліотека філія № 17, завідувачка бібліотеки      |
| 14                          | Шевченко Людмила Юріївна        | 02.11.2010            | вища               | позапартійна                      | Укрпошта ЦАЗ№ 7, завідувачка поштового зв'язку                  |
| 15                          | Тропа Тетяна Іванівна           | 02.11.2010            | вища               | позапартійна                      | Дитячийсадок «Малятко», завідувачка                             |